# آن در گرین گیبلز: ادامه داستان
آن در گرین گیبلز: ادامه داستان (انگلیسی: Anne of Green Gables: The Continuing Story) یک مینی‌سریال تلویزیونی کانادایی محصول سال ۲۰۰۰ است. این مجموعه سومین قسمت از چهارگانه آن در گرین گیبلز ساخته کوین سالیوان است. بر خلاف دو قسمت قبل، این مجموعه براساس آثار لوسی ماد مونتگومری ساخته نشده است بلکه از شخصیت‌های آثار مونتگومری در یک داستان دیگر بهره جسته است.

## بازیگران
| بازیگر                   | نقش               |
| ------------------------ | ----------------- |
| مگان فالووز              | آن شرلی بلایت     |
| جاناتان کرامبی           | گیلبرت بلایت      |
| گرگ اسپاتیسوود           | فِرِد رایت          |
| کمرون دادول              | جک گاریسون جونیور |
| لورن پیترز و نیکول پیترز | دومِنیک            |
| اسکایلر گرانت            | دایانا بَری رایت   |
| نایجل بنت                | فرگوس کیگان       |
| پاتریشیا همیلتون         | راشِل لیند         |
| داگلاس کمپبل             | دکتر پاول         |
| مارتا هنری               | کِیت گاریسون       |
| شنون لاوسون              | السی جیمز         |
| ویکتوریا اسنو            | مارگارت بوش       |
| سونیا لا پِلَنت            | کولِت              |
| جانت لین گرین            | مود مونتروز       |
| کولِت استیونسون           | خانم فیندلی       |
| میراندا دی پنسیر         | جوزی پای مک فرسون |
| زاک وارد                 | مودی مک فرسون     |

## چهارگانه آن در گرین گیبلز
1. آن در گرین گیبلز، ۱۹۸۵
2. آن در گرین گیبلز: دنباله، ۱۹۸۷
3. آن در گرین گیبلز: ادامه داستان، ۲۰۰۰
4. آن در گرین گیبلز: یک شروع تازه، ۲۰۰۸